# Xysticus triangulosus
Xysticus triangulosus là một loài nhện trong họ Thomisidae.
Loài này thuộc chi Xysticus. Xysticus triangulosus được James Henry Emerton miêu tả năm 1894.